# Alcázar de Luis de Chaves el Viejo
El Alcázar de Luis de Chaves el Viejo, llamado también Casa fortificada de los Chaves o simplemente Alcázar de los Chaves, es una edificación defensiva situada en la población de Trujillo perteneciente a la provincia de Cáceres en la Comunidad Autónoma de Extremadura.
El Alcázar o «casa fuerte» está adosada a las murallas de la población de Trujillo, junto a la puerta de Santiago. Después de la construcción inicial en el siglo XIV, durante el reinado del rey Alfonso XI, fue reconstruido en el siglo siguiente por Luis de Chaves y su aspecto actual coincide casi prácticamente con el que resultó de la reconstrucción.
Los Reyes Católicos estuvieron alojados en este alcázar cuando visitaron Trujillo en los años 1477 y 1479. Tiene una gran Torre del Homenaje que defendía la «Puerta de Santiago». En siglos posteriores la habitaron los « Hermanos del Sagrado Corazón de Jesús» y, posteriormente fue asilo de ancianos.